# إبونيت

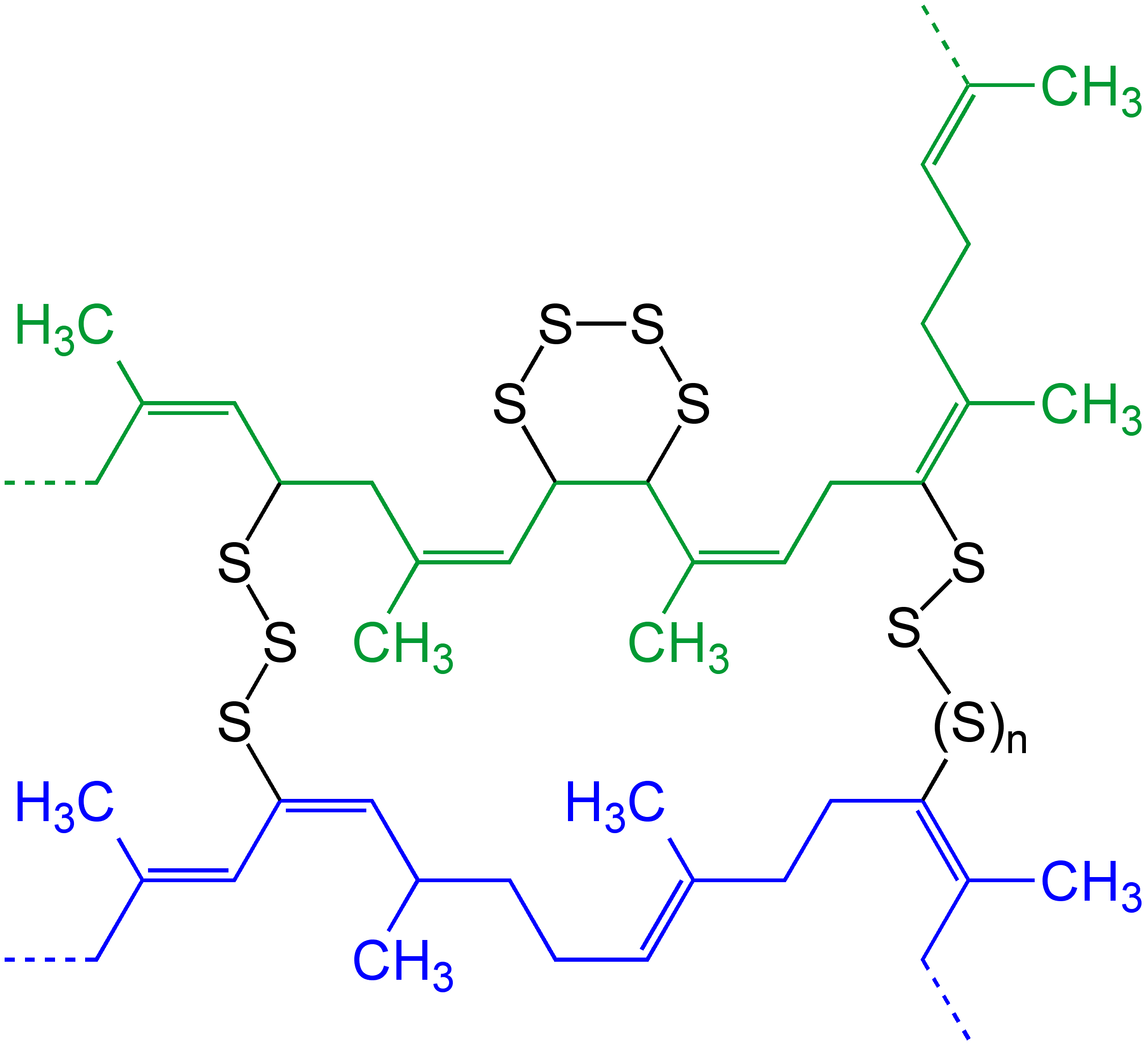

الإبونيت مطاط صلد مقسى بالكبريت (مفلكن). تم تصنيع الإبونيت للحصول على بديل لخشب الأبنوس الطبيعي، ومن هنا اشتق اسمه إذ أن Ebony تعني الأبنوس بالإنجليزية.
يعد تشارلز غوديير أول من حصل على الإبونيت وذلك بتقسية المطاط الطبيعي لفترات طويلة، لذلك فإن محتواه من الكبريت عال نسبيا 30-40 % . تكون شحنة الابونيت دائما سالبة (-)

## الاستخدامات
يستعمل كعازل كهربائي ولإنتاج أدوات لازمة 